# Кобильня
Коби́льня — село в Україні, у Турбівській селищній громаді Вінницького району Вінницької області. До 2020 року відносилось до Козинецької сільської ради. На півночі сусідить з селом Приборівка, на півдні з селом Пеньківка. Населення 317 чоловік.

## Історія
У роки Голодомору 1932-1933 років у Кобильні померли у сім'ях Воронків, Джусів, Кобзарів, Кубиків, Смашнюків. Голова колгоспу Іван Клюса виявив, що жінка по сусідству з'їла свою дитину.
15 лютого 2006 року до села проведено газопровід.

## Населення

### Мова
Розподіл населення за рідною мовою за даними перепису 2001 року:
| Мова            | Кількість | Відсоток |
| --------------- | --------- | -------- |
| українська      | 309       | 97.48%   |
| російська       | 5         | 1.57%    |
| білоруська      | 2         | 0.63%    |
| інші/не вказали | 1         | 0.32%    |
| Усього          | 317       | 100%     |

## Відомі люди
- Джус Степан Петрович — український художник.

## Галерея

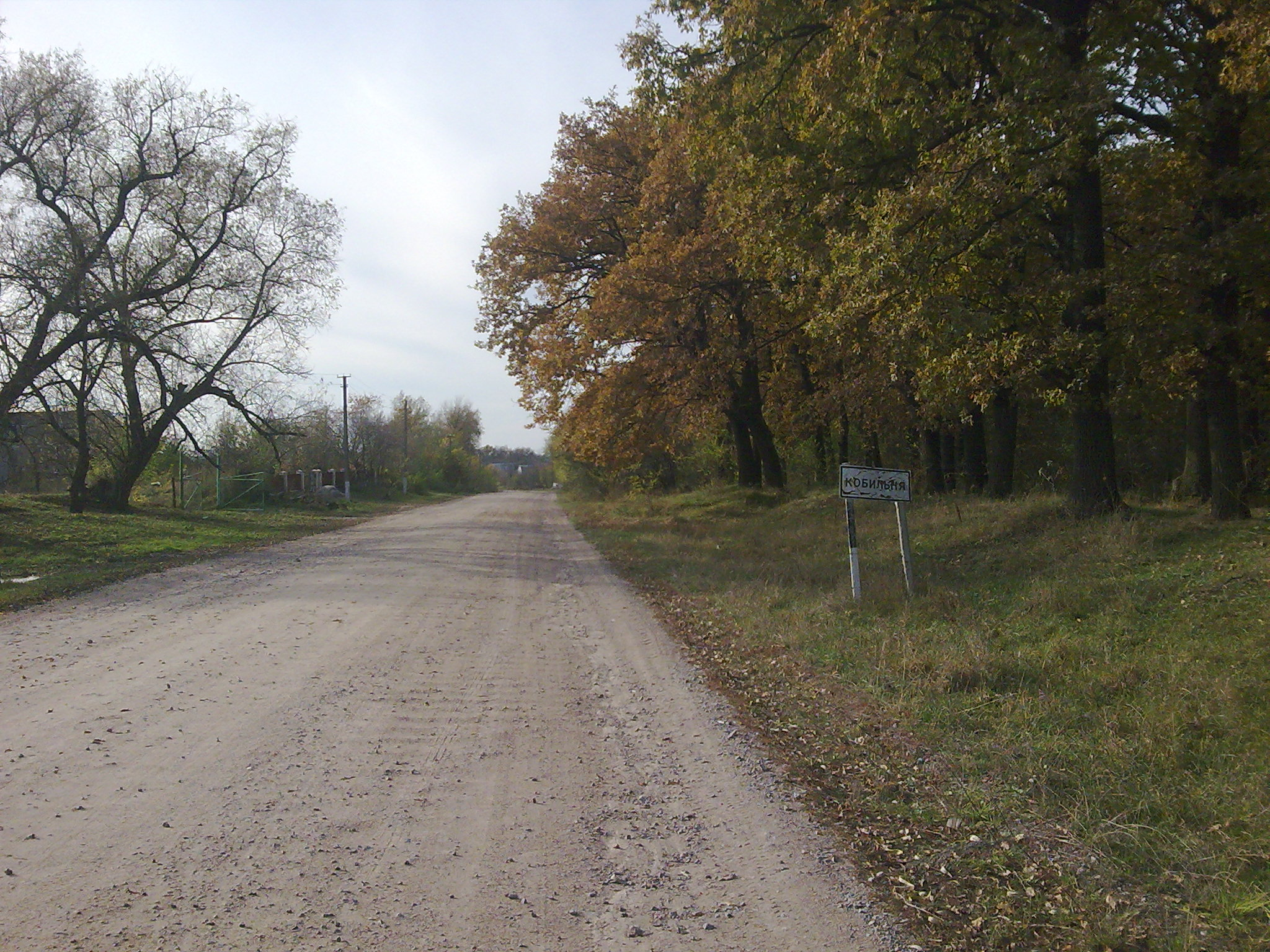
В'їзд до села
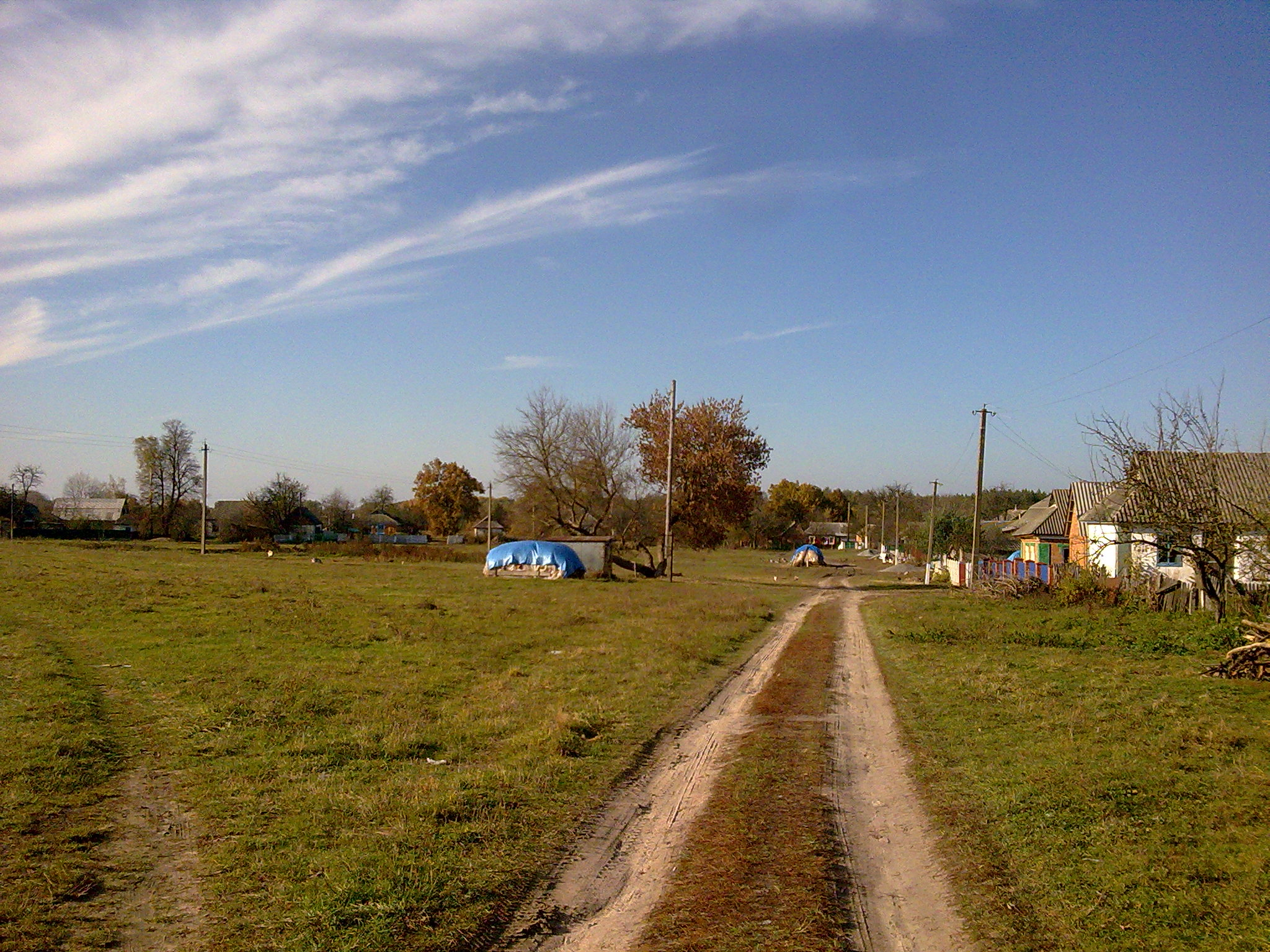
У селі
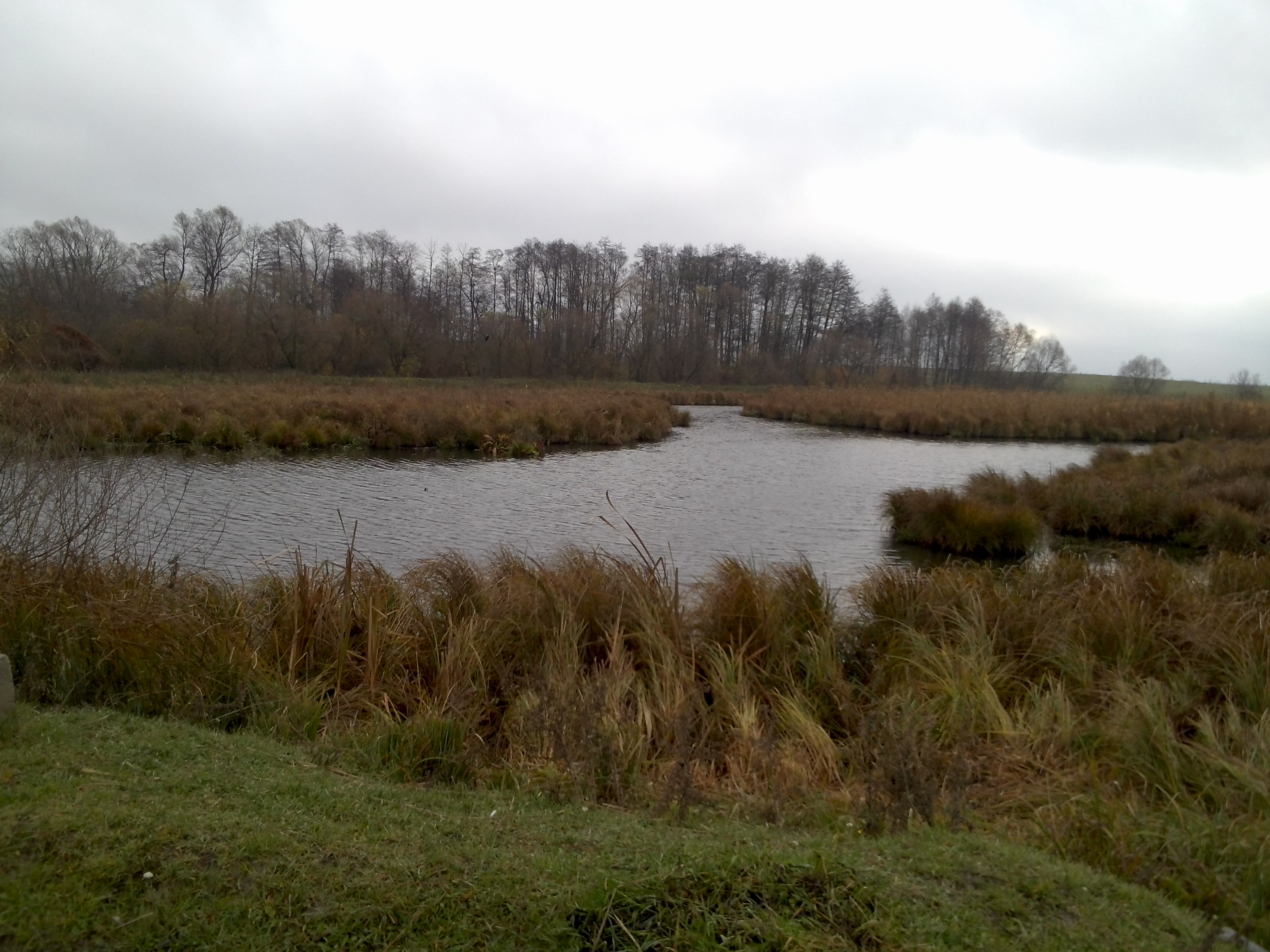
Річка між селами Косаківка та Кобильня
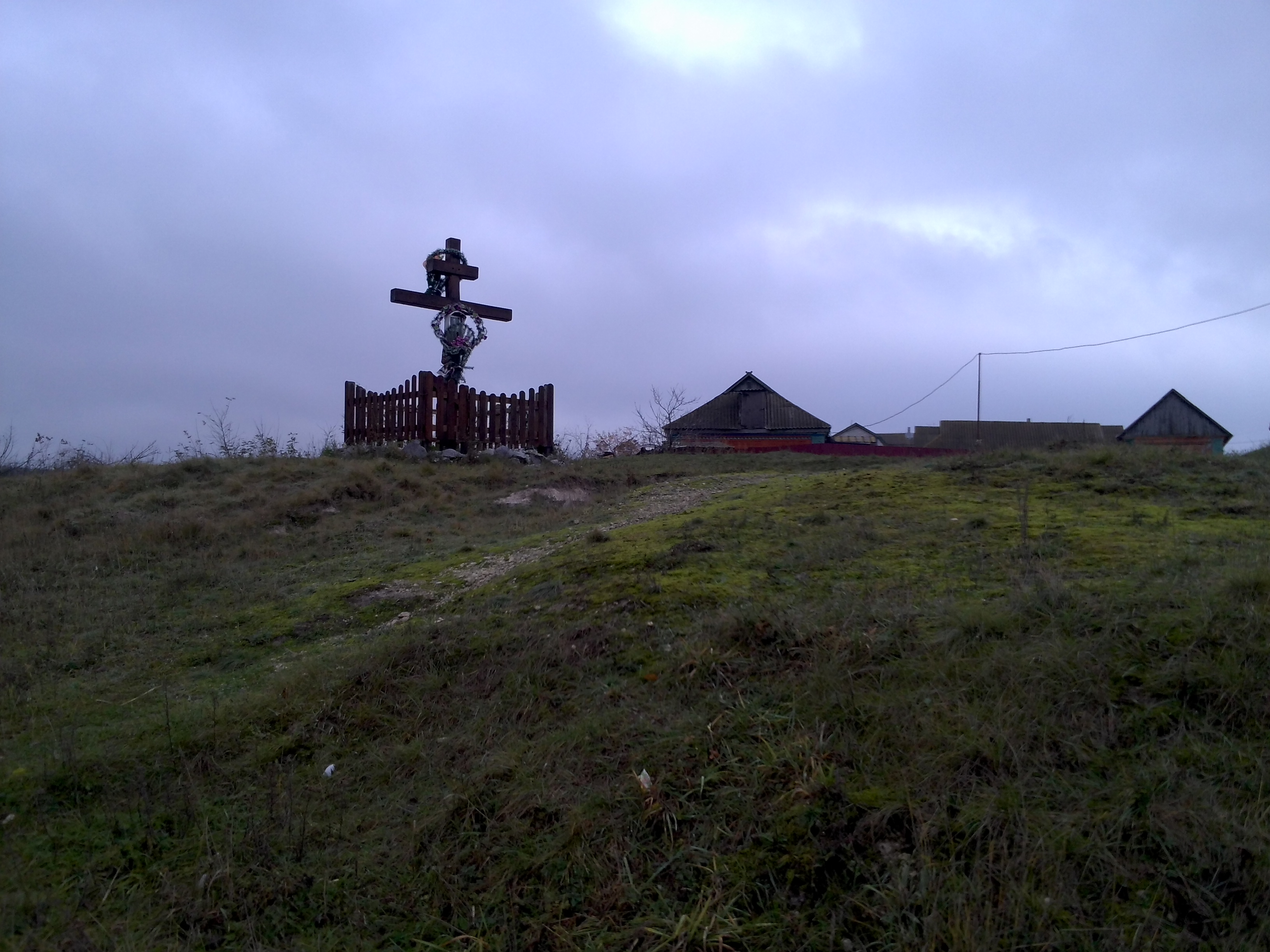
Хрест на початку села
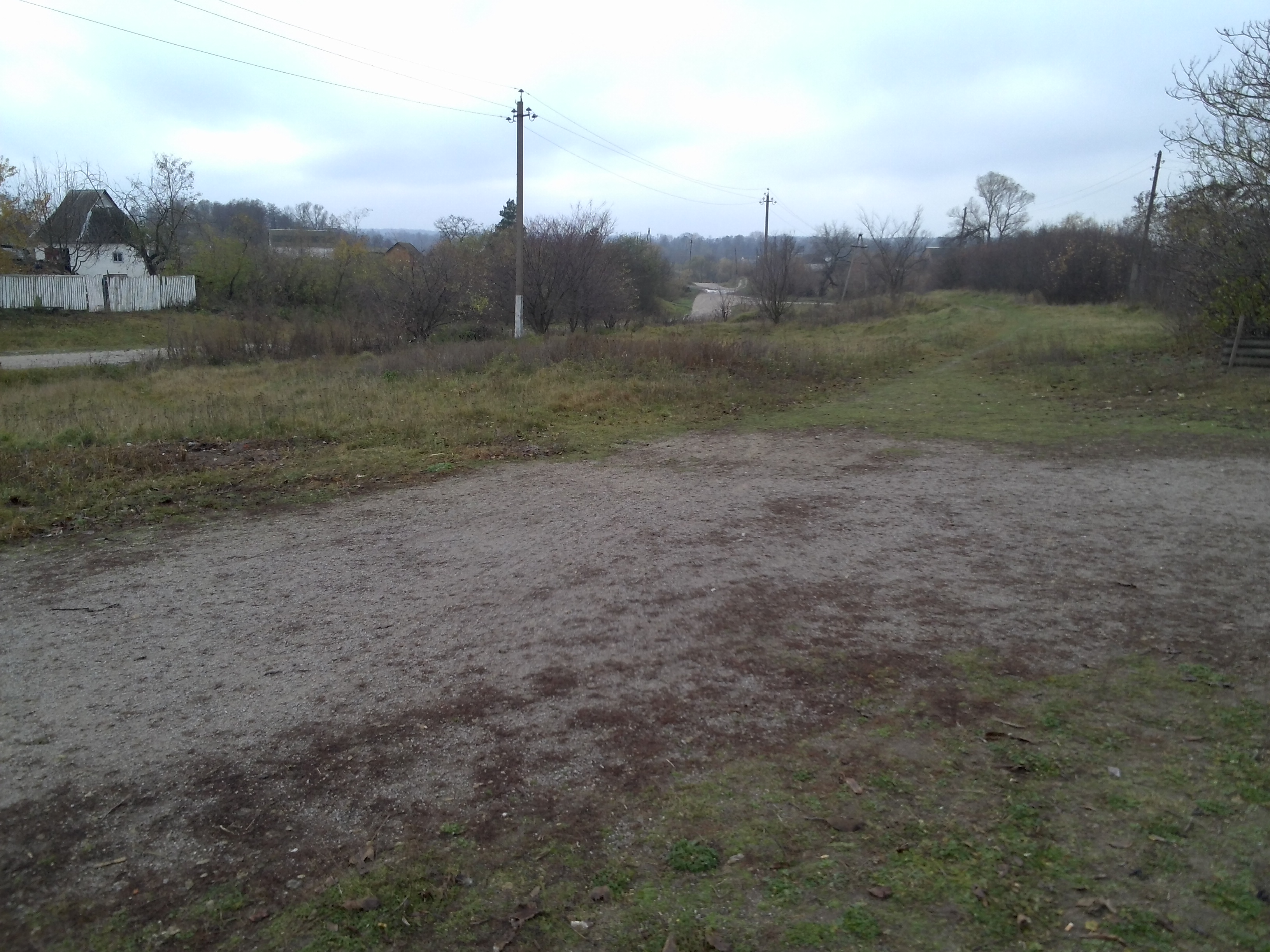
Давнє городище
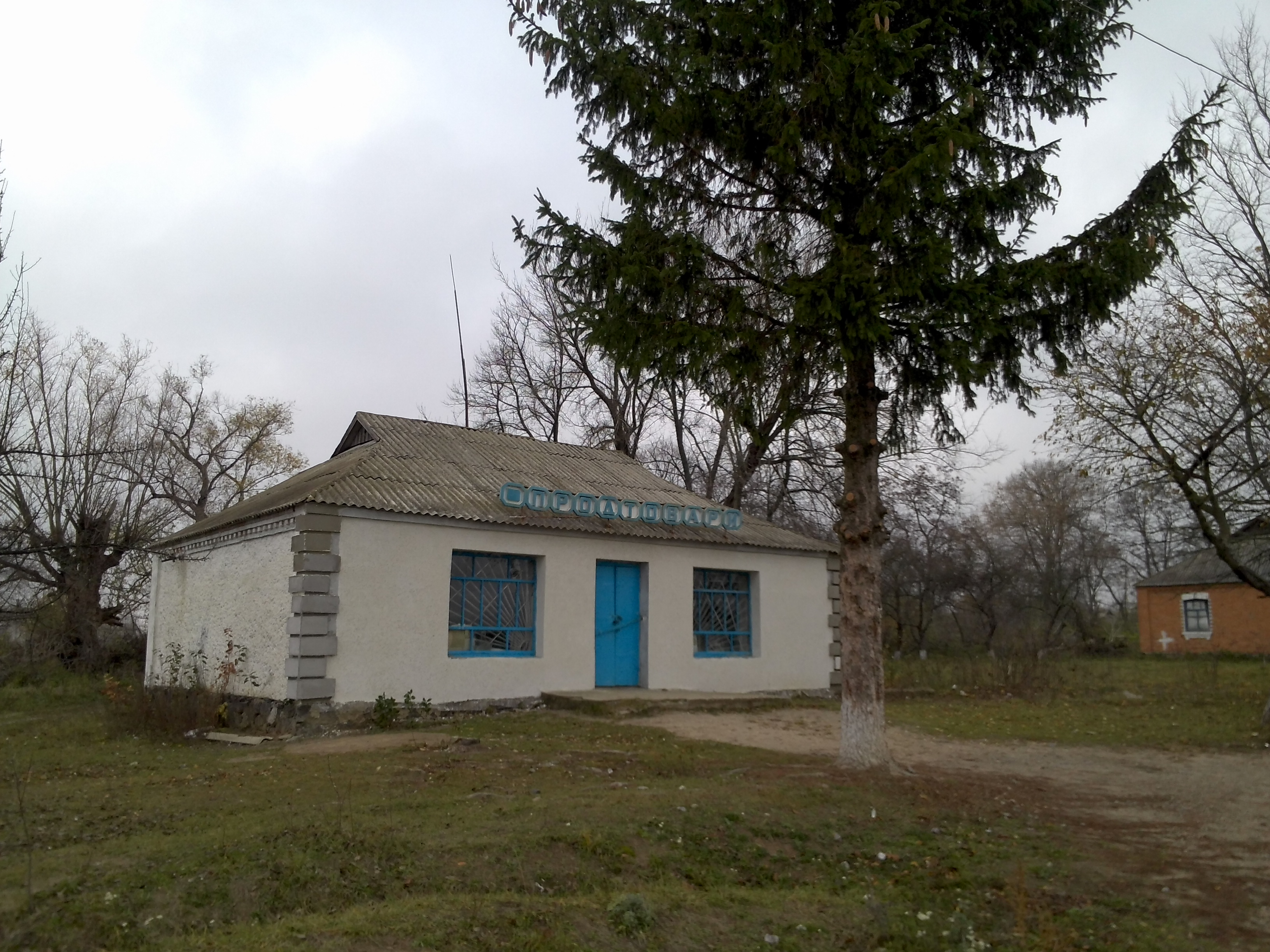
Магазин
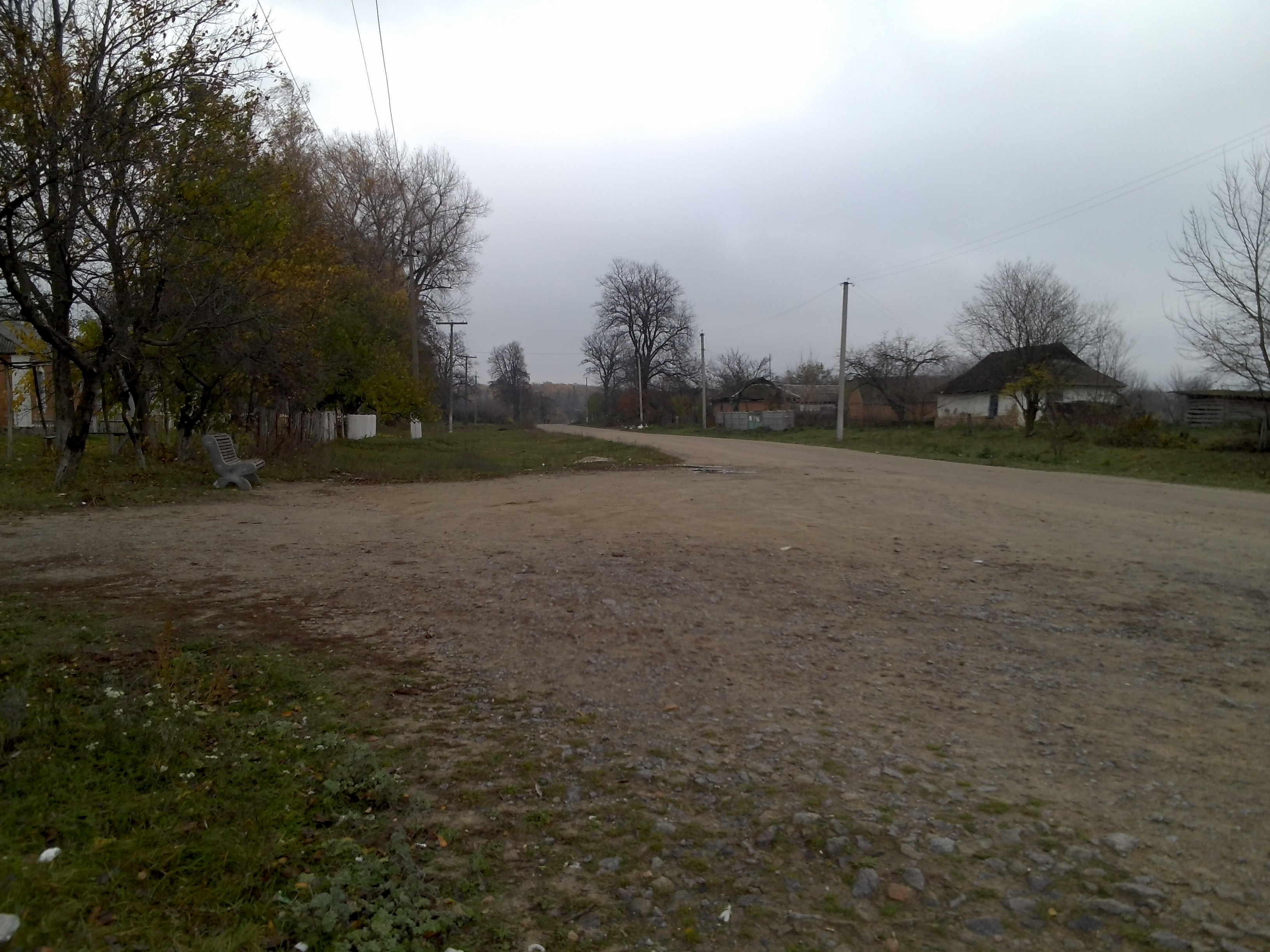
У селі